# Atelographus susanae
Atelographus susanae là một loài bọ cánh cứng trong họ Cerambycidae.